# Luka Novosel
Luka Novosel (Zagreb, Hrvatska, 18. svibnja 1983.) hrvatski je profesionalni hokejaš na ledu. Igra na poziciji braniča. Bio je član hrvatskog KHL Medveščaka u EBEL-u i njegove podružnice KHL Medveščak II u Slohokej ligi.

## Karijera

### KHL Mladost (2000. – 2003.)
Svoju karijeru je započeo u KHL Mladost gdje je igrao 4 sezone.

### KHL Medveščak
U sezoni 2003./04. Novosel je prešao u KHL Medveščak i ubrzo upisao prve prvoligaške minute. Do 2009. godine za klub je odigrao preko 130 utakmica u hrvatskoj hokejaškoj ligi, Interligi i Slohokej ligi. U sezoni 2009./10. igra u Slohokej ligi za KHL Medveščak II, dok u EBEL-u nije imao prilike zaigrati.

## Statistika karijere
Bilješka: OU = odigrane utakmice, G = gol, A = asistencija, Bod = bodovi, +/- = plus/minus, KM = kaznene minute, GV = gol s igračem više, GM = gol s igračem manje, GO = gol odluke
| 2009./10. | KHL Medveščak    | EBEL     |  |  |  |  |  |  |  |  |  |  |  |  |  |  |  |  |  |  |
| 2009./10. | KHL Medveščak II | Slohokej |  |  |  |  |  |  |  |  |  |  |  |  |  |  |  |  |  |  |

## Vanjske poveznice
- Profil na Eurohockey.net